# Bueng Phra
 (décembre 2023).
Bueng Phra ( thaï : บึงพระ ) est un sous-district du district de Mueang Phitsanulok de la province de Phitsanulok, en Thaïlande. La zone est une zone urbaine et de plaine. En 2022, 19 074 habitants y vivaient, composant 9 199 ménages.

## Géographie
Située dans la partie inférieure nord de la Thaïlande, la région du sous-district de Bueng Phra présente une topographie constituée de basses terres fertiles. Le secteur est bordé au nord par la ville de Phitsanulok et le sous-district d'Aranyik, à l'est par le district de Wang Thong, au sud par le sous-district de Wat Phrik et à l'ouest par le sous-district de Wat Chan. Le sous-district de Bueng Phra se situe dans le bassin de Nan, qui fait partie du bassin versant de Chao Phraya. La rivière Nan coule à l'ouest du sous-district.

## Histoire
La légende raconte que le bateau transportant l’image de Bouddha a fait naufrage. C'est pourquoi les villageois appellent cet endroit "Bueng Phra".L'organisation administrative du sous-district de Bueng Phra a été créée et publiée le 30 janvier 1996 dans la Gazette du gouvernement royal thaïlandais, numéro général, volume 113, section 9 Ngor.

## Administration

### Gouvernement central
L'administration du sous-district de Bueng Phra (tambon) est responsable d'un territoire qui couvre une superficie de 21 362 rai (un peu plus de 34 km2) et se compose de dix villages administratifs (muban) ; en 2022 : 19 074 personnes et 9 199 ménages.

Sous-district de Bueng Phra avec villages.

| Village | Anglais                | Thaïlandais  | Personnes | Ménages |
| ------- | ---------------------- | ------------ | --------- | ------- |
| Moo1    | Ban Na Pho Daeng       | บ้านนาโพธิ์แดง  | 2 128     | 1 358   |
| Moo2    | Ban Nong Tom Noi       | บ้านหนองตมน้อย | 2 122     | 827     |
| Moo3    | Ban Bueng Phra         | บ้านบึงพระ     | 1 498     | 748     |
| Moo4    | Ban Pak Lat Mai        | บ้านปากลาดใหม่ | 1 254     | 482     |
| Moo5    | Ban Khlong Chan        | บ้านคลองจันทร์  | 677       | 289     |
| Moo6    | Ban Nong Phai Lom      | บ้านหนองไผ่ล้อม | 1 001     | 664     |
| Moo7    | Ban Dong Phikun        | บ้านดงพิกุล     | 2 185     | 1 343   |
| Moo8    | Ban Saphan Sié         | บ้านสะพานที่สิ่   | 2 180     | 1 044   |
| Moo9    | Ban Na Pho Daeng       | บ้านนาโพธิ์แดง  | 3 542     | 1 459   |
| Moo10   | Ban Na Thong Phatthana | บ้านนาทองพัฒนา | 1 722     | 984     |

### Gouvernement local
L'Organisation du sous-district de Bueng Phra - Bueng Phra SAO ( thaï : องค์การบริหารตำบลบึงพระ) administre l'ensemble du territoire.

## Temples
Le sous-district de Bueng Phra abrite les temples actifs suivants. Les résidents locaux y pratiquent le bouddhisme Theravada.
| Nom du temple      | Thaïlandais     | Emplacement |
| ------------------ | --------------- | ----------- |
| Wat Bueng Phra     | วัดบึงพระ         | Moo2        |
| Wat Santiwan       | วัดสันติวัน         | Moo3        |
| Wat Sutha Wanaram  | ลัดสุธาวนาราม     | Moo4        |
| Wat Rat Sattharam  | วัดราษฏร์ศรัทธาราม | Moo5        |
| Wat Nong Phai Lom  | วัดหนองไผ่ว้อม     | Moo6        |
| Wat Phikun String  | ลัดพิกุลทอง        | Moo7        |
| Wat Phikun Wararam | วัดพิกุลวราราม     | Moo8        |

## Économie
Parce que la région est une plaine au sol sableux ou au sol sablo-limoneux, elle est favorable à l'agriculture et à l'horticulture (chou frisé, bok choy, laitue, etc.).La vente au détail et le commerce sont principalement situés le long de la route Phitsanulok-Bueng Phra (1064).

## Éducation
- Collège commercial Bungphra Phitsanulok - Moo1.
- École Wat Bueng Phra - Moo2.
- École Wat Mai Rat Sattharam - Moo5.

## Santé
Il y a l'hôpital de promotion de la santé Bueng Phra, à Ban Bueng Phra - Moo3.

## Transport

### Routes
- Autoroute 126 (route de contournement de Phitsanulok).
- Route nationale 1064 (Phitsanulok-Bueng Phra) [8].

### Transport ferroviaire de marchandises
PTT Public Company Limited exploite un dépôt de pétrole brut adjacent à la gare de Bueng Phra (Moo3). SRT gère plusieurs services de fret pétrolier depuis cette gare jusqu'à la gare de Mae Nam dans le sous-district de Chong Nonsi, district de Yan Nawa, Bangkok. En 2019, cela représentait un total de 866 931 tonnes.

## Électricité
Tous les ménages du sous-district de Bueng Phra ont accès au réseau électrique de la Provincial Electricity Authority (PEA).